# Liste des aéroports canadiens par indicateur d'emplacement : CS
Cette liste d'aéroports reprend l'ordre alphabétique suivi par le « TC LID ». Le « TC LID » est le « lieu d'identification » donné par Transports Canada, représentant le nom et le lieu d'un aéroport. C'est une aide de direction pour aider la circulation aérienne, les télécommunications et les programmes d'ordinateur.
Le format des entrées sont:
- Lieu d'identification (TC LID) - IATA - Nom de l'aéroport (nom alternatif) - Communauté de l'aéroport - Province

Les aéroports du Réseau national des aéroports sont en caractères gras.

## CA -Canada- CAN[1],[2]
| TC LID | IATA | Nom de l'aéroport                                | Communauté                      | Province                  |
| ------ | ---- | ------------------------------------------------ | ------------------------------- | ------------------------- |
| CSA2   |      | Aéroport Lac Agile (Mascouche)                   | Mascouche                       | Québec                    |
| CSA3   |      | Héliport Edmonton/Sturgeon Community Hospital    | Edmonton                        | Alberta                   |
| CSA4   |      | Hydroaéroport Montréal/Boisvert & Fils           | Montréal                        | Québec                    |
| CSA7   |      | Hydroaérodrome Drummondville                     | Drummondville                   | Québec                    |
| CSA9   |      | Hydroaérodrome Lac-des-Îles                      | Lac-des-Îles                    | Québec                    |
| CSB2   |      | Aérodrome Sable Island                           | Sable Island                    | Nouvelle-Écosse           |
| CSB3   |      | Aérodrome Saint-Mathieu-de-Beloeil               | Saint-Mathieu-de-Belœil         | Québec                    |
| CSB4   |      | Héliport Chibougamau                             | Chibougamau                     | Québec                    |
| CSB5   |      | Aéroport Shediac Bridge                          | Pont-de-Shédiac–Rivière-Shédiac | Nouveau-Brunswick         |
| CSB6   |      | Hydroaérodrome Montebello                        | Montebello                      | Québec                    |
| CSB9   |      | Hydroaérodrome Parc de la Vérendrye (Le Domaine) | Lac Jean-Péré                   | Québec                    |
| CSC3   |      | Aéroport Drummondville                           | Drummondville                   | Québec                    |
| CSC5   |      | Aéroport Lac Etchemin                            | Lac-Etchemin                    | Québec                    |
| CSC6   |      | Hydroaérodrome Amos (Lac Figuery)                | Amos                            | Québec                    |
| CSC9   |      | Aéroport Sudbury/Coniston                        | Sudbury                         | Ontario                   |
| CSD2   |      | Héliport Sundre (Hospital & Health Care Centre)  | Sundre                          | Alberta                   |
| CSD3   |      | Aéroport de Salaberry-de-Valleyfield             | Salaberry-de-Valleyfield        | Québec                    |
| CSD4   |      | Aéroport Mont-Laurier                            | Mont-Laurier                    | Québec                    |
| CSD5   |      | Héliport Fermont                                 | Fermont                         | Québec                    |
| CSD6   |      | Hydroaérodrome Baie-Comeau                       | Baie-Comeau                     | Québec                    |
| CSD9   |      | Hydroaérodrome Parc Gatineau                     | Lac des Loups                   | Québec                    |
| CSE2   |      | Héliport Chibougamau (Hydro-Québec)              | Chibougamau                     | Québec                    |
| CSE3   |      | Aéroport Lourdes-de-Joliette                     | Lourdes-de-Joliette             | Québec                    |
| CSE4   |      | Aéroport Lachute                                 | Lachute                         | Québec                    |
| CSE5   |      | Aéroport Montmagny                               | Montmagny                       | Québec                    |
| CSE6   |      | Hydroaérodrome Mistissini                        | Mistissini                      | Québec                    |
| CSE7   |      | Héliport Vancouver/Delta (SEI)                   | Vancouver                       | Colombie-Britannique      |
| CSE8   |      | Hydroaérodrome Mont-Tremblant/Lac Duhamel        | Mont-Tremblant                  | Québec                    |
| CSE9   |      | Hydroaérodrome Parent                            | Parent                          | Québec                    |
| CSF2   |      | Héliport Innisfail (HOSP)                        | Innisfail                       | Alberta                   |
| CSF3   |      | Aéroport Poste Montagnais (Mile 134)             | Poste Montagnais                | Québec                    |
| CSF5   |      | Aérodrome Markerville/Safron Farms               | Markerville                     | Alberta                   |
| CSF6   |      | Héliport Sainte-Marguerite                       | Sainte-Marguerite-du-Lac-Masson | Québec                    |
| CSF7   |      | Aérodrome Ottawa/Casselman (Shea Field)          | Ottawa                          | Ontario                   |
| CSF8   |      | Hydroaérodrome Lac Kaiagamac                     | Lac Kaiagamac                   | Québec                    |
| CSG3   |      | Aéroport Joliette                                | Joliette                        | Québec                    |
| CSG5   |      | Aérodrome Saint-Jean-Chrysostome                 | Saint-Jean-Chrysostome          | Québec                    |
| CSG6   |      | Héliport Edmonton/Kelsonae                       | Edmonton                        | Alberta                   |
| CSG7   |      | Héliport Sherbrooke (CHUS)/François Desourdy     | Sherbrooke                      | Québec                    |
| CSG8   |      | Hydroaérodrome Témiscaming/Lac Kipawa            | Témiscaming                     | Québec                    |
| CSG9   |      | Héliport Sagard                                  | Sagard                          | Québec                    |
| CSH2   |      | Aéroport Îsle-aux-Grues                          | Île-aux-Grues                   | Québec                    |
| CSH3   |      | Héliport Calgary/South Health Campus (Hosp)      | Calgary                         | Alberta                   |
| CSH4   | YLS  | Aéroport Lebel-sur-Quévillon                     | Lebel-sur-Quévillon             | Québec                    |
| CSH5   |      | Aérodrome Saint-Ferdinand                        | Saint-Ferdinand                 | Québec                    |
| CSH6   |      | Héliport Montréal/Les Cèdres                     | Montréal                        | Québec                    |
| CSH8   |      | Hydroaérodrome Manicouagan/Lac Louise            | Manicougan                      | Québec                    |
| CSH9   |      | Héliport Montréal East (AIM)                     | Montréal                        | Québec                    |
| CSJ2   |      | Village aéronautique Kanawata                    | Kanawata                        | Québec                    |
| CSJ4   |      | Aéroport Louiseville                             | Louiseville                     | Québec                    |
| CSJ5   |      | Aérodrome Saint-Louis-de-France                  | Saint-Louis-de-France           | Québec                    |
| CSK3   |      | Aéroport Montréal/Mascouche                      | Mascouche                       | Québec                    |
| CSK4   |      | Aéroport Mansonville                             | Mansonville                     | Québec                    |
| CSK5   |      | Aérodrome Saint-Raymond/Paquet                   | Saint-Raymond                   | Québec                    |
| CSK6   |      | Aéroport Snap Lake                               | Snap Lake                       | Territoires du Nord-Ouest |
| CSK8   |      | Village aéronautique Surrey/King George          | Surrey                          | Colombie-Britannique      |
| CSK9   |      | Héliport Nicolet                                 | Nicolet                         | Ontario                   |
| CSL2   |      | Héliport La Sarre                                | La Sarre                        | Québec                    |
| CSL3   |      | Aéroport Lac-à-la-Tortue                         | Lac-à-la-Tortue                 | Québec                    |
| CSL5   |      | Aérodrome Saint-Victor-De-Beauce                 | Saint-Victor-de-Beauce          | Québec                    |
| CSL6   |      | Héliport Slave Lake/Slave Lake Helicopters       | Slave Lake                      | Alberta                   |
| CSL7   |      | Aérodrome Odessa/Strawberry Lakes                | Odessa                          | Saskatchewan              |
| CSL8   |      | Sudbury/Laurentian Hospital                      | Greater Sudbury                 | Ontario                   |
| CSL9   |      | Aéroport Baie-Comeau (Manic 1)                   | Baie-Comeau                     | Québec                    |
| CSM2   |      | Héliport Strathmore (Hospital)                   | Strathmore                      | Alberta                   |
| CSM3   |      | Aéroport Thetford Mines                          | Thetford Mines                  | Québec                    |
| CSM4   |      | Aérodrome Sainte-Julienne                        | Sainte-Julienne                 | Québec                    |
| CSM5   |      | Aérodrome Saint-Michel-des-Saintse               | Saint-Michel-des-Saints         | Québec                    |
| CSM6   |      | Hydroaérodrome Maniwaki/Blue Sea Lake            | Maniwaki                        | Québec                    |
| CSM7   |      | Héliport Abbotsford (Sumas Mountain)             | Abbotsford                      | Colombie-Britannique      |
| CSM8   |      | Hydroaérodrome Sept-Îles/Lac Rapides             | Sept-Îles                       | Québec                    |
| CSM9   |      | Héliport Sault Ste. Marie (Sault Area Hospital)  | Sault Ste. Marie                | Ontario                   |
| CSN2   |      | Héliport Montréal/Kruger                         | Montréal                        | Québec                    |
| CSN3   |      | Aérodrome Saint-Jérôme                           | Saint-Jérôme                    | Québec                    |
| CSN5   |      | Aéroport Stanhope                                | Stanhope                        | Québec                    |
| CSN6   |      | Héliport de l'hôpital régional de Saint-Jean     | Saint John                      | Nouveau-Brunswick         |
| CSN7   |      | Aéroport Farnham                                 | Farnham                         | Québec                    |
| CSN8   |      | Hydroaéroport Québec/Lac Saint-Augustin          | Saint-Augustin-de-Desmaures     | Québec                    |
| CSN9   |      | Héliport Baie-Comeau/Héli-Manicouagan            | Baie-Comeau                     | Québec                    |
| CSP2   |      | Héliport Stony Plain (Westview Health Centre)    | Stony Plain                     | Alberta                   |
| CSP3   |      | Aéroport Stony Plain (Lichtner Farms)            | Stony Plain                     | Alberta                   |
| CSP5   |      | Aérodrome Saint-Mathias                          | Saint-Mathias                   | Québec                    |
| CSP6   |      | Montréal/Aéroparc Île Perrot                     | Montréal                        | Québec                    |
| CSP8   |      | Hydroaérodrome Lac Sept-Îles                     | Lac Sept-Îles                   | Québec                    |
| CSP9   |      | Hydroaérodrome Sainte-Anne-du-Lac                | Sainte-Anne-du-Lac              | Québec                    |
| CSQ2   |      | Aérodrome Shuswap (Skwlax Field)                 | Shuswap Lake                    | Colombie-Britannique      |
| CSQ3   |      | Aéroport Valcourt                                | Valcourt                        | Québec                    |
| CSR3   |      | Aéroport Victoriaville                           | Victoriaville                   | Québec                    |
| CSR6   |      | Héliport Sonora Resort                           | Sonora Island                   | Colombie-Britannique      |
| CSR8   | SSQ  | Aéroport La Sarre                                | La Sarre                        | Québec                    |
| CSS2   |      | Héliport Rivière-du-Loup                         | Rivière-du-Loup                 | Québec                    |
| CSS3   |      | Aéroport Montréal/Les Cèdres                     | Les Cèdres                      | Québec                    |
| CSS4   |      | Aérodrome Saint-Dominique                        | Saint-Dominique                 | Québec                    |
| CSS7   |      | Hydroaérodrome Lac-à-Beauce                      | Lac-à-Beauce                    | Québec                    |
| CST2   |      | Héliport Montréal/Marina Venise                  | Montréal                        | Québec                    |
| CST3   |      | Aérodrome Montréal/Saint-Lazare                  | Saint-Lazare                    | Québec                    |
| CST4   |      | Héliport Sorel-Tracy/Air Nature Inc.             | Sorel-Tracy                     | Québec                    |
| CST5   |      | Héliport Île de Sable (Canada)                   | Île de Sable                    | Nouvelle-Écosse           |
| CST6   |      | Hydroaérodrome Clova/Lac Duchamp                 | Clova                           | Québec                    |
| CST7   |      | Aérodrome Saint-Lambert-de-Lauzon                | Saint-Lambert-de-Lauzon         | Québec                    |
| CST8   |      | Hydroaéroport Montréal/Marina Venise             | Montréal                        | Québec                    |
| CSU2   | YKU  | Aéroport Chisasibi                               | Chisasibi                       | Québec                    |
| CSU3   |      | Aérodrome Saint-Hyacinthe                        | Saint-Hyacinthe                 | Québec                    |
| CSU5   |      | Aéroport Weymontachie                            | Weymontachie                    | Québec                    |
| CSU6   |      | Hydroaérodrome Spout Lake                        | Spout Lake                      | Colombie-Britannique      |
| CSU7   |      | Hydroaérodrome Lac-à-la-Tortue                   | Lac-à-la-Tortue                 | Québec                    |
| CSV2   |      | Héliport Sainte-Agathe (AIM)                     | Sainte-Agathe-des-Monts         | Québec                    |
| CSV3   |      | Héliport Bécancour                               | Bécancour                       | Québec                    |
| CSV4   |      | Héliport Fort Saskatchewan (General Hospital)    | Fort Saskatchewan               | Alberta                   |
| CSV8   |      | Schomberg (Terrain d'aviation Sloan)             | Schomberg                       | Ontario                   |
| CSV9   |      | Hydroaérodrome Saint-Mathias                     | Saint-Mathias                   | Québec                    |
| CSW5   |      | Héliport Montréal (Bell)                         | Montréal                        | Québec                    |
| CSW8   |      | Hydroaérodrome Matagami                          | Matagami                        | Québec                    |
| CSW9   |      | Hydroaérodrome Sainte-Veronique                  | Sainte-Veronique                | Québec                    |
| CSX3   |      | Aéroport Richelieu                               | Richelieu                       | Québec                    |
| CSX5   |      | Aérodrome Saint-Mathias/Grant                    | Saint-Mathias                   | Québec                    |
| CSX7   |      | Aéroport Sexsmith/Exeter                         | Sexsmith                        | Ontario                   |
| CSY3   |      | Aéroport Sorel                                   | Sorel-Tracy                     | Québec                    |
| CSY4   |      | Aérodrome Saint-Donat                            | Saint-Donat                     | Québec                    |
| CSY5   |      | Héliport Valleyfield (Transport BRS Inc)         | Salaberry-de-Valleyfield        | Québec                    |
| CSY6   |      | Héliport Poste Lemoyne (Complex LG-3)            | Poste Lemoyne                   | Québec                    |
| CSY7   |      | Héliport Wallaceburg (Hôpital Sydenham District) | Wallaceburg                     | Ontario                   |
| CSY8   |      | Hydroaérodrome Natashquan (Lac de l'Avion)       | Natashquan                      | Québec                    |
| CSY9   |      | Héliport Sydney (Cape Breton Regional Hospital)  | Sydney                          | Nouvelle-Écosse           |
| CSZ3   |      | Aéroport Mont-Tremblant/Saint-Jovite             | Saint-Jovite                    | Québec                    |
| CSZ4   |      | Aérodrome Saint-Frédéric                         | Saint-Frédéric                  | Québec                    |
| CSZ6   |      | Héliport Saint-Jérôme (Hydro-Québec)             | Saint-Jérôme                    | Québec                    |
| CSZ7   |      | Hydroaérodrome Chibougamau/Lac Caché             | Chibougamau                     | Québec                    |
| CSZ8   |      | Héliport Montréal (Sacré-Cœur)                   | Montréal                        | Québec                    |
| CSZ9   |      | Hydroaérodrome Schefferville/Squaw Lake          | Schefferville                   | Québec                    |